# بيرانا
البيرانا (بالبرتغالية: Piranha) (بالإسبانية: piraña)، وتُعرف أيضًا باسم الضاري، هي نوع من أسماك المياه العذبة التي تعيش في أنهار أمريكا الجنوبية، مثل الأمازون ونهر الأورينوكو. تتميّز هذه الأسماك بأسنانها الحادة جدًا وبـشهيتها الشرهة للحوم، الاسم مؤلف من كلمتين بيرا بمعنى سمكة ونا بمعنى أسنان.

## التصنيف

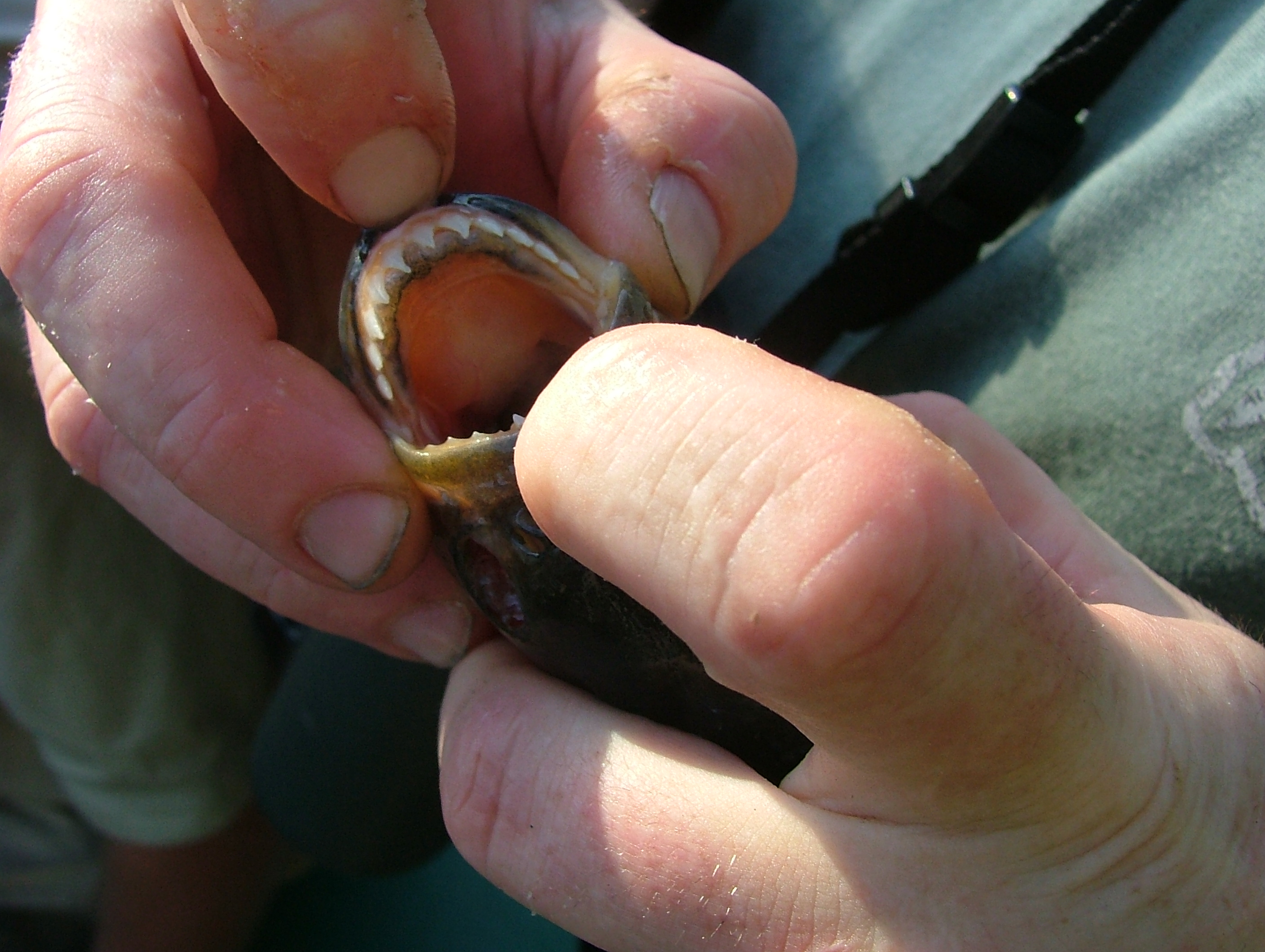
سمكة البيرانا، فنزويلا

ينتمي البيرانا إلى عائلة السيراسالمنا، التي تتضمن أيضًا أسماكًا آكلة للأعشاب قريبة لها من نفس العائلة تدعى بالباكو. في التقاليد، هناك 4 أنواع فقط يعتبر أنها حقًا تنتمي إلى عائلة البيرانا، وهي بريستوبريكون، بيجوسينتروس، بيجوبريستيس وسيراسالموس، نظرًا إلى أسنانها الحادة.

## أماكن العيش
تعيش أسماك البيرانا في نهر الأمازون، الأورينوكو، أنهار غيانا، نهر بارانا، ونهر سان فرانسيسكو، بعض أنواع البيرانا تعيش في مجالات تضاريسية واسعة، وهي تبرز في أكثر من الأنهار المذكورة سابقًا، أما البقية فهي تبرز بشكل محدود.

## الوصف
عادةً ما يكون طول أسماك البيرانا من 15 إلى 25 سنتيمتر طولاً، بالرغم من أن بعض البحّارين وجدوا أسماكًا يصل طولها إلى 43 سنتيمتر طولاً.
يتم التعرّف على السيراسالموس، البريستوبريكون، البيجوسينتروس والبيجوبريستيس بسهولة بسبب أسنانها البارزة، أسماك البيرانا عادةً ما تملك صفّاً وحيدًا من الأسنان الحادّة في كل فكّ، وهي متقاربة ومترابطة، وهذا يفسّر سرعة هذه الأسماك في التقطيع.

## الحياة البيئية

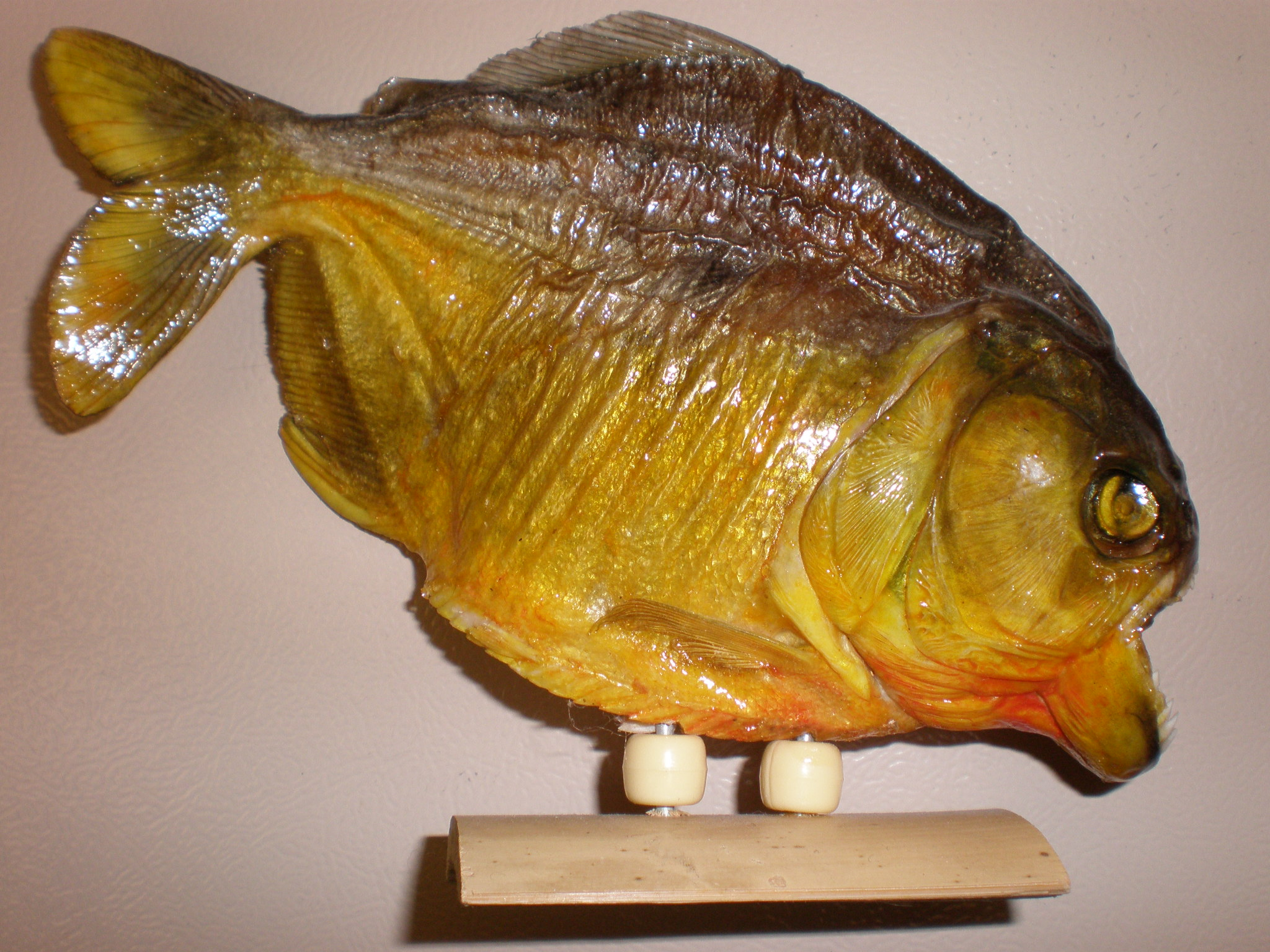
مجسم تذكاري للبيرانا.

تتمتع أسماك البيرانا بشراهة كبيرة في أكل اللحوم، حيث تهاجم أي كائن حي يتواجد في مناطقها، وتتحرك باستمرار ضمن مجموعات كبيرة دون الاستقرار في مكان محدد. يمتد موسم التفريخ لديها من مارس حتى أغسطس، وتضع خلاله آلاف البيوض دفعة واحدة، مع فترة تفريخ تتراوح بين 10 إلى 15 يومًا حسب درجة حرارة مياه النهر التي تعيش فيها.
تقضي أسماك البيرانا معظم وقتها في الصيد، وتعتمد في ذلك على تكتيكات تعتمد على السرعة والمباغتة للقبض على فرائسها. رغم أنها تصيد في مجموعات، فإن كل سمكة تهجم بشكل منفصل على فريستها الخاصة. تمتلك هذه الأسماك حاسة شم قوية جداً، حيث يؤدي وجود الدم في الماء إلى إثارتها بشكل شديد يشبه حالة الهيجان. كما تستشعر أي ذبذبات غير مألوفة في الماء، ما يجعلها تتجمع بسرعة في مكان حدوث الحركة.
تستطيع أسماك البيرانا ابتلاع الأسماك الصغيرة بالكامل دفعة واحدة، أما الأسماك الأكبر حجماً فتهاجمها عبر تمزيق أجزاء كبيرة من لحمها بسرعة كبيرة، ثم تبتلع تلك القطع استعدادًا للهجمة التالية. في المياه العكرة أو أوقات ندرة الطعام، يكون أي حيوان يدخل الماء للشرب عرضة للافتراس من قبل هذه الأسماك المفترسة.

## خطرها على الإنسان
تُستخدم أسنان البيرانا في بعض الأحيان كأدوات مباشرة، مثل النحت على الخشب أو قص الشعر، وأيضًا لتعديل أدوات أخرى مثل شحذ الرماح. وقد لوحظت هذه العادة بين عدة قبائل في أمريكا الجنوبية، من بينها قبيلتا كامايوورا وشافانتي في البرازيل، وقبيلة باكاهوارا في بوليفيا.

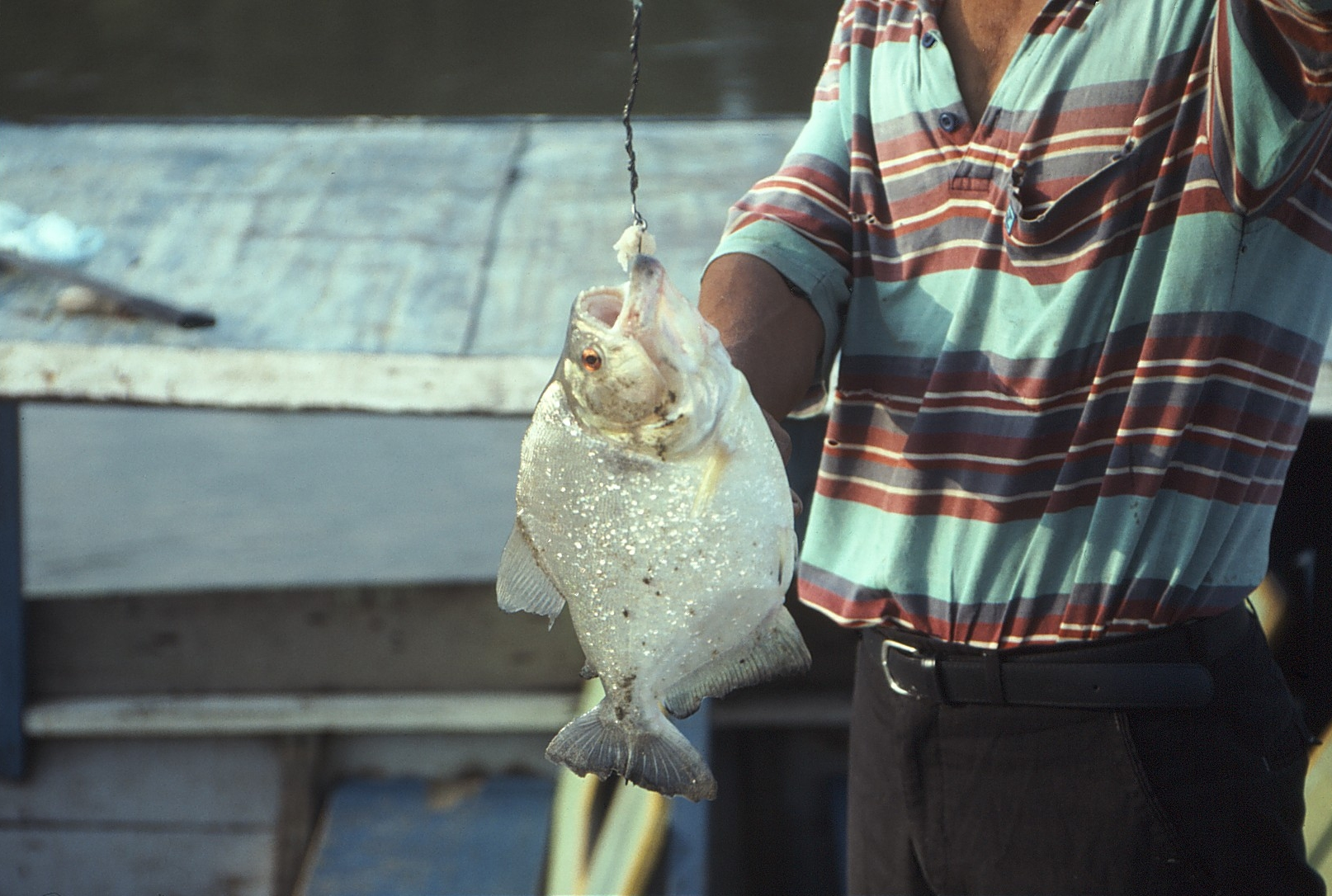
صيد البيرانا في أحد أنهار أمريكا الجنوبية.

تُعد البيرانا مصدرًا شائعًا للغذاء، حيث يصطادها الصيادون للاستهلاك الشخصي وتُباع في الأسواق. ومع ذلك، يراها بعض الصيادين مزعجة لأنها تسرق الطُعم، وتلتهم المصايد، وتتلف معدات الصيد، وقد تهاجم عندما تُصاد عن طريق الخطأ.
يمكن اقتناء البيرانا كحيوانات أليفة في بعض المناطق، لكن حيازتها ممنوعة في كثير من مناطق الولايات المتحدة والفلبين، حيث يُفرض على المهربين فيها عقوبات بالسجن لفترات تتراوح بين ستة أشهر وأربع سنوات، ويتم القضاء على هذه الأسماك لمنع انتشارها.
يُعد نوع "بيغوسينتروس ناتريري" أو البيرانا ذات البطن الحمراء الأكثر شيوعًا في أحواض السمك. يمكن شراؤها بصغارها أو مكتملة النمو، وعادة ما تكون صغيرة الحجم بحجم ظفر الإبهام. من المهم الاحتفاظ بها منفردة أو ضمن مجموعات تتكون من أربعة أفراد أو أكثر، وليس في أزواج، لأن العدوانية بينهم تؤدي إلى نفوق الأسماك الأضعف. وعندما تكون في مجموعات أكبر، تتوزع العدوانية بشكل أفضل، مما يقلل من خسائر الأسماك. ومن الشائع أن تجد بيرانا فقدت إحدى عينيها نتيجة لهجوم سابق.

## الصورة العامة
تنتشر العديد من القصص حول البيرانا، مثل قدرتها على تعرية هيكل الإنسان أو الماشية خلال ثوانٍ قليلة. هذه الأساطير تتعلق تحديدًا بالبيرانا ذات البطن الحمراء.

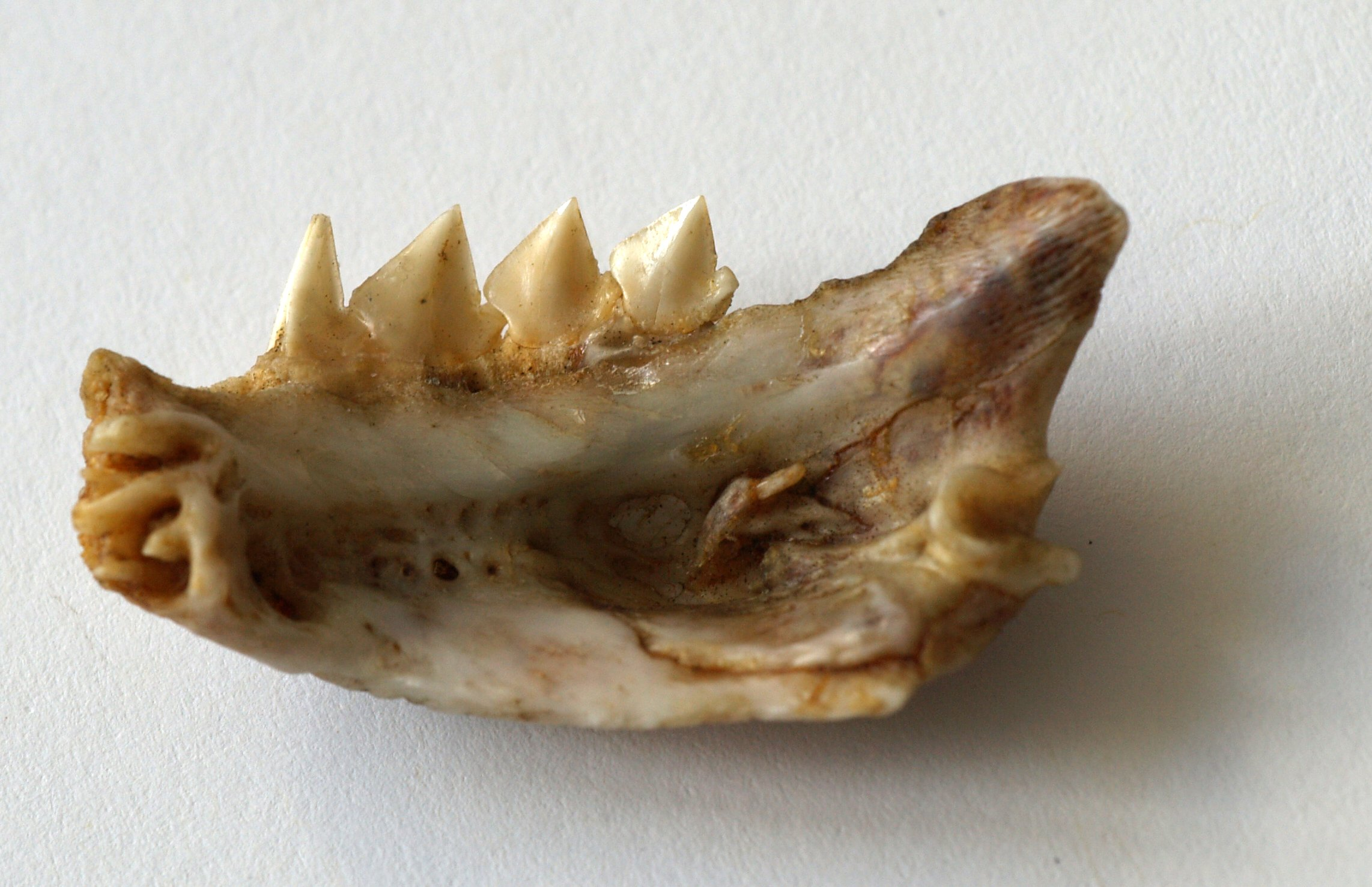
عظام الفك لسمكة البيرانا

يُسمى محلول البيرانا وهو مزيج خطير من حمض الكبريتيك وبيروكسيد الهيدروجين يُستخدم في إذابة المواد العضوية بشكل قوي، تيمناً بهذه الأساطير المرتبطة بسمعة السمكة.
من الأخطاء الشائعة الاعتقاد بأن البيرانا تنجذب إلى الدم فقط وأنها آكلات لحوم حصرية. هناك أسطورة برازيلية تُعرف باسم "ماشية البيرانا"، تدعي أن البيرانا تجتاح الأنهار بسرعة عالية وتهاجم أول حيوان ماشية يدخل الماء، مما يسمح لباقي القطيع بعبور النهر بأمان. وقد تم دحض هذه الأساطير من خلال أبحاث أجراها هيلدر كويروز وآني ماجوران ونشرت في مجلة رسائل الأحياء.

### روايات ثيودور روزفلت
عندما زار الرئيس الأمريكي السابق ثيودور روزفلت البرازيل عام 1913، قام برحلة صيد في غابات الأمازون المطيرة. أثناء وقوفه على ضفاف نهر الأمازون، شهد مشهدًا نظمه الصيادون المحليون، حيث قاموا بحجز جزء من النهر وتجويع البيرانا لعدة أيام، ثم دفعوا بقرة إلى الماء، حيث تمزقت بسرعة وتعرّضت لتعريه الهيكل بواسطة مجموعة من البيرانا الجائعة. وصف روزفلت البيرانا لاحقًا في كتابه الصادر عام 1914 "عبر براري البرازيل" بأنها مخلوقات شرسة.

## وصلات خارجية
- Eric J. Lyman: Piranha meat could take a bite out of what ails you, Houston Chronicle, July 17, 1998